# Babase
Babase est une île volcanique de Papouasie-Nouvelle-Guinée, qui forme avec Ambitle le groupe des îles Feni, dans l'archipel Bismarck.

## Géographie
Elle se trouve au sud-est de la Nouvelle-Irlande, à laquelle elle est rattachée administrativement au sein de la province de Nouvelle-Irlande. Géologiquement, elle est formée d'un stratovolcan qui s'élève jusqu'à 200 mètres d'altitude et d'un dôme de lave rattachés par un isthme.